# Acrotíri (Creta)
Acrotíri (em grego: Ακρωτήρι; romaniz.: Akrotíri; literalmente: "promontório") é uma península e antigo município da unidade regional de Chania, na costa noroeste da ilha de Creta, Grécia. Com a reforma administrativa de 2011, passou a ser uma unidade municipal de Chania; a sua capital administrativa é Pythari. Em 2010 tinha 9 773 habitantes. Na Antiguidade chamou-se Kiamon e os bizantinos chamaram-lhe Charaka.[carece de fontes?]
Acrotíri é uma península rochosa no mar de Creta, situada imediatamente a nordeste da cidade de Chania. De forma aproximadamente circular, está ligada ao resto de Creta por uma faixa de terra entre Chania e Suda, que encerra o lado ocidental da baía de Suda. Esta baía é limitada a norte pela península de Acrotíri. A maior parte do território é um planalto relativamente elevado em relação ao mar com várias colinas; ao  longo da costa norte há uma faixa de colinas mais altas.
O Aeroporto Internacional de Chania-Ioannis Daskalogiannis (IATA: CHQ, ICAO: LGSA), batizado em honra de Ioannis Daskalogiannis, herói da luta contra os turcos  no século XVIII, situa-se no meio do planalto central. Na península há algumas estâncias turísticas, como Stavros, Kalatas e Maráti. Grande parte da área costeira a sul e parte da zona central ocidental é ocupada por  zonas militares de acesso reservado — ali se situa uma importante base do exército grego, uma base aérea, uma instalação de lançamento de mísseis (NAMFI), um estaleiro naval militar da marinha grega, e uma base naval da OTAN, ali situada devido à localização estratégica de Creta e ao facto de ali existir um dos portos mais profundos do Mediterrâneo Oriental.[a]

## História
A história local mais antiga está relacionada com a fundação de Cidónia, a antecessora remota de Chania e uma das cidades mais poderosas da Creta da Antiguidade. É em Acrotíri que estão sepultados dois grandes vultos da história da Grécia do século XX: Elefthérios Venizélos e o seu filho Sofoklís, num local com excelentes vistas sobre Chania e de grande importância histórica, a que estão ligadas duas histórias semi-lendárias. Uma dessas histórias é que ali foi içada ilegalmente uma bandeira grega em 1897, desafiando o domínio otomano e as grandes potências então presentes na ilha. Em relação a esse ato contam-se duas histórias: o mastro foi destruído por disparos provenientes dos navios europeus, mas os cretenses seguraram a bandeira com as mãos, mesmo debaixo de fogo. Os marinheiros teriam ficado tão impressionados com a bravura dos cretenses que pararam de disparar e aplaudiram. A segunda história é que um tiro disparado por um navio russso atingiu a pequena aldeia de Profítis Elías, que ainda está de pé atualmente, e a vingança divina fez com que o navio que disparou explodisse no dia seguinte.[a]

## Mosteiros
Nas colinas do norte há três mosteiros. O de Agia Triada foi fundado no século XVII por dois monges venezianos que se tinham juntado à Igreja Ortodoxa, os irmãos Jeremias e Laurêncio Giancarolo. Os irmãos recuperaram um antigo mosteiro doado pela família Mourtari.[carece de fontes?] Os edifícios imponentes, situados no meio de campos de laranjais e olivais são visíveis de longe no planalto e desde os aviões que chegam ao aeroporto vizinho que serve a região ocidental de Creta.

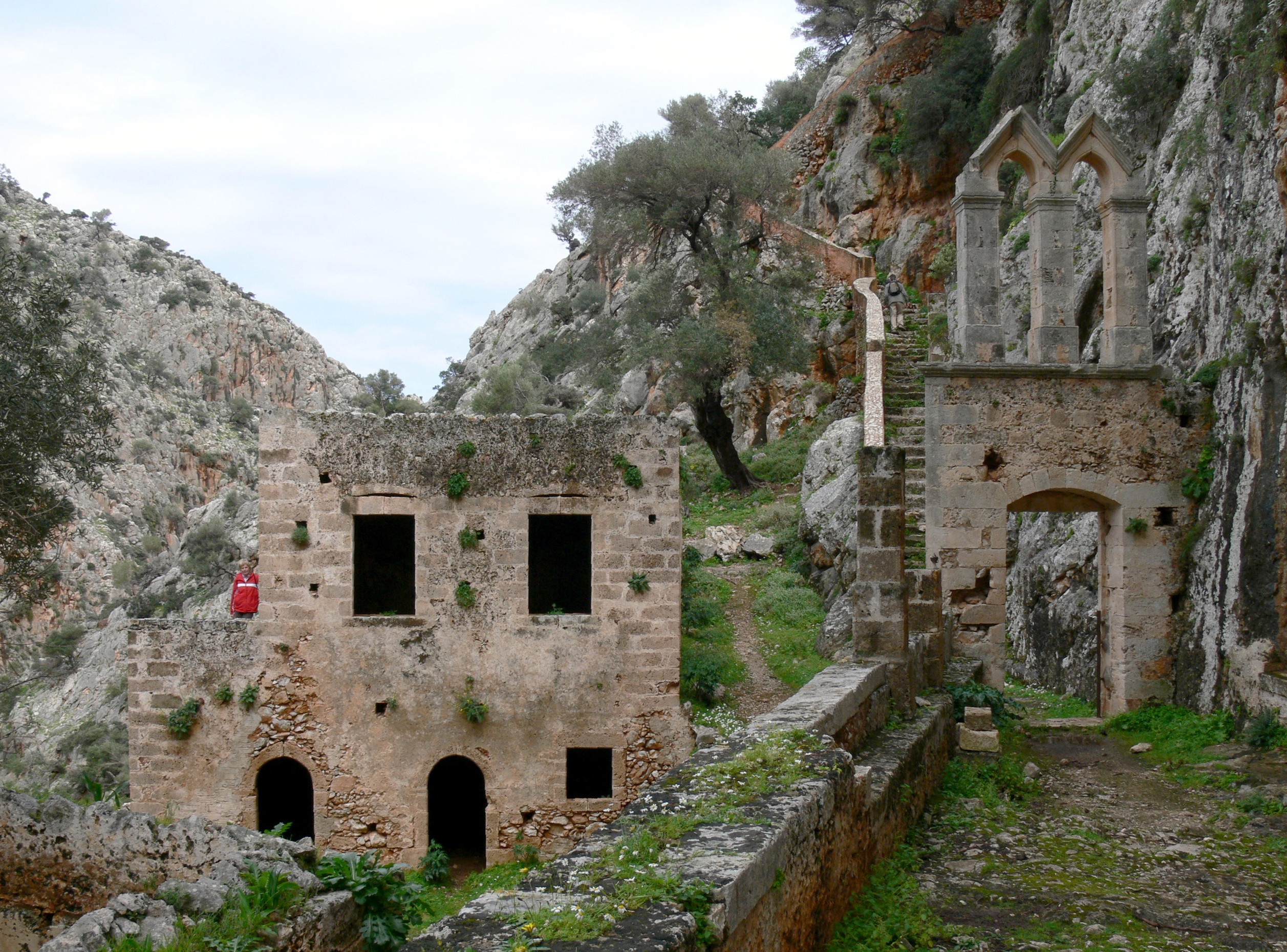
Mosteiro de Católico

No interior das colinas, cinco quilómetros a norte de Agia Triada e acessível de automóvel por um pequeno desfiladeiro, encontra-se o mosteiro de Gouvernetos (ou Gouvernétou), que se assemelha a uma fortaleza. Tem um grande pátio central, onde se ergue uma igreja dedicada à Virgem Maria. Apesar da sua localização remota, cuja desolação acentua a sensação de isolamento que os três monges que ali viviam em 2007 deviam sentir durante a maior parte do ano, está muito bem cuidado e os seus canteiros de flores dão-lhe ar de ali viver uma comunidade florescente.
A norte do mosteiro de Gouvernetos, no caminho que conduz ao mosteiro Católico, encontra-se a caverna de Arkoudiotissa ("da ursa"), que deve o seu nome a uma estalagmite que supostamente se parece com uma ursa.[carece de fontes?] A caverna, de grandes dimensões, baixa, húmida e fria, tem grandes estalagmites e estalactites e um grande tanque no centro, provavelmente para batismos. Diz-se que ali viveu e morreu São João Eremita. Escavações ali realizadas revelaram que a caverna foi um importante santuário minoico, que no período grego foi dedicado ao culto de Ártemis e Apolo. Com  o advento do cristianismo foi dedicada a Arkoudiotissa Panaghia (Nossa Senhora).[carece de fontes?]

O terceiro mosteiro, já abandonado, o mosteiro Católico (Katholikon ou Katholikó; "igreja monástica" e não "católico" no sentido de relacionado com a Igreja Católica), é acessível por um caminho pedestre a partir do Mosteiro de Gouvernetos. Acredita-se que foi fundado no século V ou VI por São João Eremita. Acessível descendo uma escadaria escavada na pedra com 140 degraus, o mosteiro foi construído numa escarpa, e tem uma igreja em grande parte escavada na rocha. O impressionante local está atualmente invadido por figueiras,[carece de fontes?] mas ainda conserva um encanto significativo. Nas encostas do vale há várias cavernas, que formavam um centro de culto nos primeiros tempos da cristandade. Ao lado do mosteiro há uma ponte de pedra em ruínas que cruza a ravina e atualmente não conduz a lado algum. Na foz da ribeira que corre no vale há um pequeno porto também em ruínas, numa espécie de pequeno fiorde, onde se encontram as ruínas do que parece ter sido um abrigo de barcos parcialmente escavado na rocha, que ainda conserva parte do teto. O mosteiro foi abandonado no século XVII devido aos constantes ataques de piratas; os monges transferiram-se então para a relativa segurança do mosteiro de Gouvernetos.